# Naval Air Station Whidbey Island

i7
i11
i13
Die Naval Air Station Whidbey Island (abgekürzt NASWI, IATA: NUW, ICAO: KNUW) ist ein Militärflugplatz der United States Navy auf Whidbey Island im Puget Sound, etwa 50 km nördlich von Seattle im US-Bundesstaat Washington.
Die Basis ist in zweigeteilt: Der Ault Field genannte Teil ist an der Nordwestküste der Insel nördlich von Oak Harbor gelegen und nach Commander William B. Ault benannt, der seit der Schlacht im Korallenmeer vermisst wird. Der andere wird Seaplane Base genannt und liegt an der Ostküste der Insel direkt östlich von Oak Harbor. Des Weiteren gibt es ein zusätzliches Flugfeld namens Naval Outlying Landing Field (NOLF) Coupeville in der Inselmitte, welches allerdings kaum benutzt und nur bei Bedarf von Personal des Ault Field bemannt wird.
Die Basis wurde am 21. September 1942 in Betrieb genommen, die Errichtung eines Stützpunktes war bereits ab Anfang 1941, vor dem Kriegseintritt der USA, geplant worden. Nach dem Zweiten Weltkrieg verlegten immer mehr Staffeln von Whidbey Island oder wurden aufgelöst, auch, weil die Start- und Landebahn nicht die Anforderungen an den Betrieb mit modernen Strahlflugzeugen (z. B. über 6000 Fuß/1830 Meter Länge) erfüllte. Durch den Beginn des Koreakriegs Anfang der 1950er Jahre nahmen die Aktivitäten auf dem Militärflugplatz wieder zu und es wurden neue Staffeln stationiert; wiederum begleitet durch eine Reduzierung der Flugzeuge nach dem Ende des Krieges. 
Auch die Anzahl an Seefernaufklärern sank Anfang der sechziger Jahre, sie stieg wieder an mit dem Zulauf des bis heute verwendeten Aufklärers Lockheed P-3 ab 1969. Nach dem Ende des Kalten Kriegs wurden weitere P-3 Staffeln von ihren zur Schließung vorgesehenen Basen in Kalifornien und Hawaii nach Whidbey Island verlegt. In seiner Version P-3C waren Orion bis 2019 auf der Station stationiert.
Daneben waren hier ab Anfang der 1970er Jahre verschiedene Versionen der Grumman A-6 stationiert. Die Bomberversion A-6E Intruder stand bis 1997 in Whidbey Island in Dienst und die Elektronikvariante EA-6B Prowler wurde noch bis 2015 geflogen. Whidbey Island war Typstützpunkt der EA-6B in den USA.
Die erste Boeing EA-18 als EA-6B Ersatz traf 2009 auf der Basis ein.
Der Zulauf der die P-3C ersetzenden Boeing P-8A erfolgte von 2017 bis (geplant 2020).

## Heutige Nutzung
Aktuell sind auf dem Flugplatz 20 Staffeln der US Navy stationiert, teilweise auf Flugzeugträgern eingesetzte Kampfflugzeuge des Typs Boeing EA-18 (seit 2009), die zur Auffrischung/Überholung auf den Flugplatz zurückkehren (sobald der Flugzeugträger zum Beispiel zur Überholung in seinen Heimathafen verlegt), sowie mehrere mit P-8A (seit 2017) ausgestattete Staffeln zur Seefernaufklärung und Seezielbekämpfung und die Version EP-3 zur Signalaufklärung (SIGINT) (seit 1994). Auf dem Flugplatz ist außerdem eine mit Sikorsky UH-60 ausgerüstete Hubschrauberstaffel für Rettungseinsätze stationiert, die rund um die Uhr einsatz- und in 15 Minuten startbereit ist.